# Tour de France 2013
Tour de France 2013 byl jubilejní 100. ročník nejslavnějšího cyklistického závodu světa – Tour de France, který se jel od 29. června do 21. července 2013. Start proběhl v korsickém městě Porto-Vecchio. Poprvé v historii tak Tour zavítala na tento středomořský ostrov. Vítězem jubilejního ročníku se stal britský cyklista Chris Froome.
Celková délka závodu, rozděleného do 21 etap, činila 3 479 km. Z českých jezdců do něj zasáhl pouze Roman Kreuziger ze stáje Team Tinkoff-Saxo, který obsadil celkově 5. místo, což je nejlepší výsledek české cyklistiky na Tour de France. Slováci měli zastoupení v Peteru Saganovi ze stáje Cannondale Pro Cycling, který skončil celkově 82., a Peteru Velitsovi, který jezdil za stáj Omega Pharma-Quickstep a obsadil 25. příčku.
Český handicapovaný cyklista Jiří Ježek absolvoval 11. etapu - časovku jednotlivců jako předjezdec.

## Týmy
Na start nastoupilo celkem dvacet dva týmů:
| - Ag2r La Mondiale - Astana Pro Team - Belkin Pro Cycling Team - BMC Racing Team - Cannondale Pro Cycling - Cofidis ● - Euskaltel-Euskadi - FDJ - Garmin Sharp - Kaťuša Team - Lampre-Merida | - Lotto Belisol - Movistar Team - Omega Pharma-Quickstep - Orica-GreenEDGE - RadioShack-Leopard - Sky ProCycling - Sojasun ● - Team Argos-Shimano - Team Europcar ● - Team Tinkoff-Saxo - Vacansoleil-DCM |

● kontinentální týmy (Jsou tři francouzské, které nejsou součásti ProTour)

## Prognózy

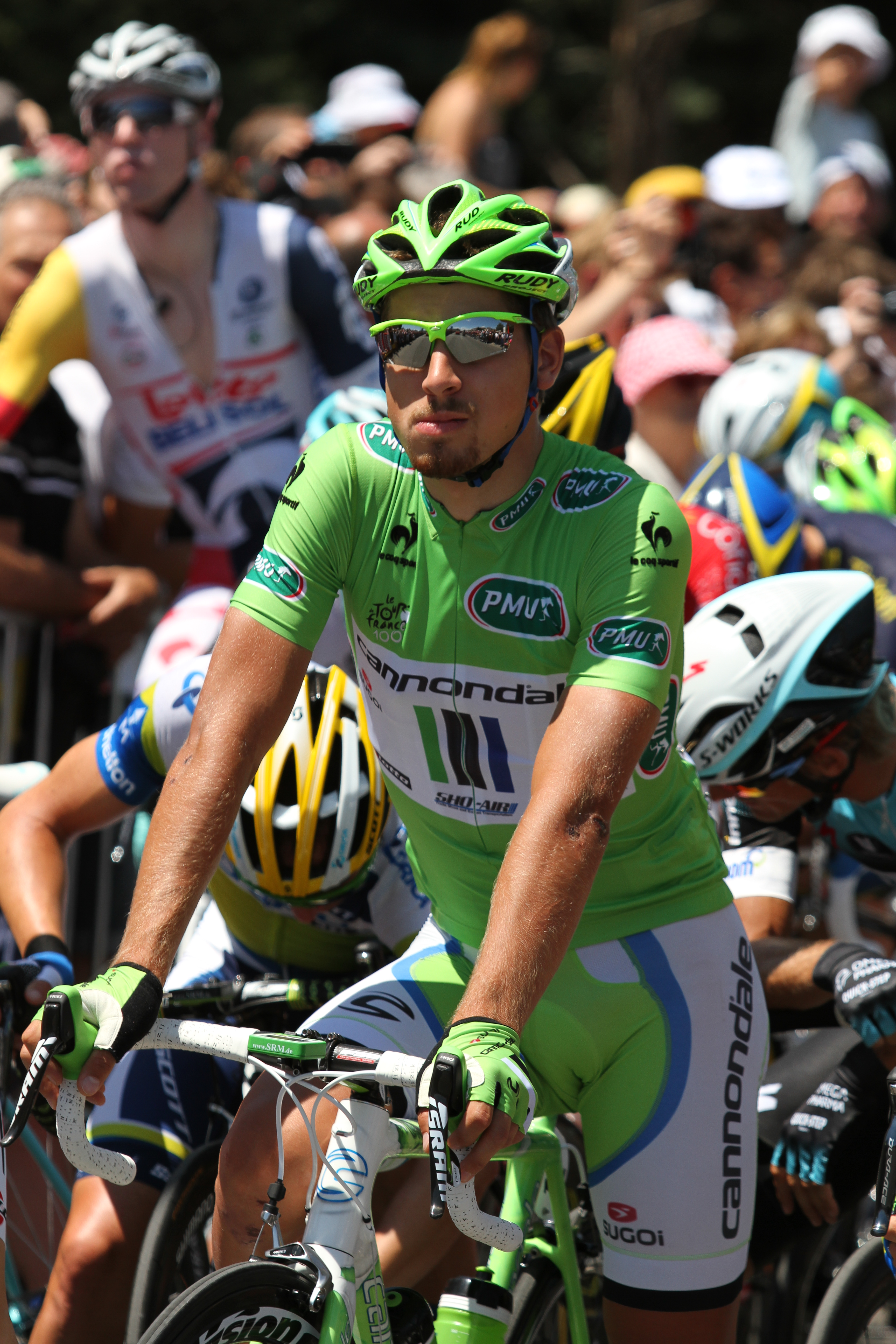
V zeleném trikotu jedoucí lídr bodovacího závodu Peter Sagan; před startem 6. etapy

Brit Bradley Wiggins neobhájil vítězství z roku 2012, protože po Giro d'Italia měl problém s levým kolenem a nemohl naplno trénovat. Tím se vyřešila otázka týmu Sky, kdo bude lídrem na Tour. Byl jim britský jezdec s úspěšným vstupem do sezony Chris Froome. Za hlavní favority závodu byli považováni britský jezdec a druhý z minulého ročníku Chris Froome a dvojnásobný vítěz Tour Španěl Alberto Contador. Zelený trikot o nejaktivnějšího závodníka obhájil slovenský cyklista Peter Sagan, který byl spolu s Markem Cavendishem, Marcelem Kittelem a André Greipelem největší favorit na zisk trikotu. V soutěži vrchařů neboli bodovací soutěži se vítězství dočkal kolumbijský jezdec Nairo Quintana. Vítězství obhajoval Francouz Thomas Voeckler. Bílý trikot o nejlepšího jezdce do 25 let získal Kolumbijec Nairo Quintana. Dres obhajoval americký jezdec Tejay van Garderen. Nejaktivnějším jezdcem se stal domácí závodník Christophe Riblon, který získal pro Francii jediné etapové vítězství, a to na slavném vrcholu L'Alpe-d'Huez. A konečně soutěž týmu ovládla dánská stáj Team Tinkoff-Saxo, za kterou jezdil i Roman Kreuziger a Španěl Alberto Contador. Vítězství obhajovala lucemburská stáj RadioShack-Leopard. Překvapením byly hlavně výkony třiadvacetiletého Naira Quintany, který na Tour startoval poprvé a hned v premiéře se dostal na pódium a získal bílý a puntíkovaný trikot.

## Trasa závodu
Oficiální prezentace proběhla 24. října 2012, v Kongresovém paláci v Paříži ředitelem závodu Christianem Prudhommem. Tour se po deseti letech nepodívala za hranice Francie a byla výhradně francouzská. První tři etapy se uskutečnily na francouzském ostrově Korsika, kde se Tour jela poprvé. Tour měla sedm rovinatých, šest horských a pět kopcovitých etap, dvě individuální a jednu týmovou časovku. Celkem tedy dvacet jedna etap, přičemž se čtyřikrát finišovalo na horském vrchole (Ax 3 Domaines, Mont Ventoux, Le Grand-Bornand a L'Alpe-d'Huez). Na L'Alpe-d'Huez se bude v jedné etapě stoupalo až dvakrát. Závěrečná etapa proběhla v okolí Paříže ve večerních hodinách pod umělým osvětlením s cílem u Vítězného oblouku, kde proběhlo i slavnostní vyhlášení vítězů. Podle jediného českého jezdce na Tour Romana Kreuzigera bude letošní ročník, kvůli těžkým alpským etapám v posledním týdnu jeden z nejtěžších.

## Průběh závodu
1. etapa vedla podél východního pobřeží Korsiky, a byla poměrně rovinatá. Hned v této první etapě došlo k nečekané komplikaci, když jeden z doprovodných autobusů se zaklínil pod cílovým reklamním banerem, a zablokoval cílový prostor. odstranit se ho podařilo na poslední chvíli, několik minut před dojezdem jezdců. V závěrečném sprintu nakonec vyhrál Marcel Kittel.

## Seznam etap
| Etapa | Datum | Start - Cíl                          | Délka     | Typ etapy | Typ etapy            | Vítěz etapy       | Žlutý trikot  | Profil etapy |
| ----- | ----- | ------------------------------------ | --------- | --------- | -------------------- | ----------------- | ------------- | ------------ |
| 1.    | 29.6. | Porto-Vecchio – Bastia               | 212 km    |           | Rovinatá etapa       | Marcel Kittel     | Marcel Kittel |              |
| 2.    | 30.6. | Bastia – Ajaccio                     | 154 km    |           | Kopcovitá etapa      | Jan Bakelants     | Jan Bakelants |              |
| 3.    | 1.7.  | Ajaccio – Calvi                      | 145 km    |           | Kopcovitá etapa      | Simon Gerrans     | Jan Bakelants |              |
| 4.    | 2.7.  | Nice – Nice                          | 25 km     |           | Týmová časovka       | Orica-GreenEdge   | Simon Gerrans |              |
| 5.    | 3.7.  | Cagnes-sur-Mer – Marseille           | 219 km    |           | Rovinatá etapa       | Mark Cavendish    | Simon Gerrans |              |
| 6.    | 4.7.  | Aix-en-Provence – Montpellier        | 176 km    |           | Rovinatá etapa       | André Greipel     | Daryl Impey   |              |
| 7.    | 5.7.  | Montpellier – Albi                   | 205 km    |           | Kopcovitá etapa      | Peter Sagan       | Daryl Impey   |              |
| 8.    | 6.7.  | Castres – Ax 3 Domaines              | 194 km    |           | Horská etapa         | Chris Froome      | Chris Froome  |              |
| 9.    | 7.7.  | Saint-Girons – Bagnères-de-Bigorre   | 165 km    |           | Horská etapa         | Daniel Martin     | Chris Froome  |              |
|       | 8.7.  | Volný den                            | Volný den | Volný den | Volný den            | Volný den         | Volný den     |              |
| 10.   | 9.7.  | Saint-Gildas-des-Bois – Saint-Malo   | 193 km    |           | Rovinatá etapa       | Marcel Kittel     | Chris Froome  |              |
| 11.   | 10.7. | Avranches – Mont-Saint-Michel        | 33 km     |           | Individuální časovka | Tony Martin       | Chris Froome  |              |
| 12.   | 11.7. | Fougères – Tours                     | 218 km    |           | Rovinatá etapa       | Marcel Kittel     | Chris Froome  |              |
| 13.   | 12.7. | Tours – Saint-Amand-Montrond         | 173 km    |           | Rovinatá etapa       | Mark Cavendish    | Chris Froome  |              |
| 14.   | 13.7. | Saint-Pourçain-sur-Sioule – Lyon     | 191 km    |           | Rovinatá etapa       | Matteo Trentin    | Chris Froome  |              |
| 15.   | 14.7. | Givors – Mont Ventoux                | 242 km    |           | Horská etapa         | Chris Froome      | Chris Froome  |              |
|       | 15.7. | Volný den                            | Volný den | Volný den | Volný den            | Volný den         | Volný den     |              |
| 16.   | 16.7. | Vaison-la-Romaine – Gap              | 168 km    |           | Kopcovitá etapa      | Rui Costa         | Chris Froome  |              |
| 17.   | 17.7. | Embrun – Chorges                     | 32 km     |           | Individuální časovka | Chris Froome      | Chris Froome  |              |
| 18.   | 18.7. | Gap – L'Alpe-d'Huez                  | 168 km    |           | Horská etapa         | Christophe Riblon | Chris Froome  |              |
| 19.   | 19.7. | Le Bourg-d'Oisans – Le Grand-Bornand | 204 km    |           | Horská etapa         | Rui Costa         | Chris Froome  |              |
| 20.   | 20.7. | Annecy – Mont Semnoz                 | 125 km    |           | Horská etapa         | Nairo Quintana    | Chris Froome  |              |
| 21.   | 21.7. | Versailles – Paris                   | 118 km    |           | Rovinatá etapa       | Marcel Kittel     | Chris Froome  |              |

## Vývoj držení trikotů
| Etapa               | Vítěz etapy         | Celková klasifikace              | Bodovací soutěže             | Vrchařská soutěž                | Mladý jezdec                | Soutěž týmů                   | Nejaktivnější jezdec                   |
| ------------------- | ------------------- | -------------------------------- | ---------------------------- | ------------------------------- | --------------------------- | ----------------------------- | -------------------------------------- |
| 1.                  | Marcel Kittel       | Marcel Kittel                    | Marcel Kittel                | Juan José Lobato                | Marcel Kittel               | Vacansoleil-DCM               | Jérôme Cousin                          |
| 2.                  | Jan Bakelants       | Jan Bakelants                    | Marcel Kittel                | Pierre Rolland                  | Michał Kwiatkowski          | RadioShack-Leopard            | Blel Kadri                             |
| 3.                  | Simon Gerrans       | Jan Bakelants                    | Peter Sagan                  | Pierre Rolland                  | Michał Kwiatkowski          | RadioShack-Leopard            | Simon Clarke                           |
| 4.                  | Orica-GreenEDGE     | Simon Gerrans                    | Peter Sagan                  | Pierre Rolland                  | Michał Kwiatkowski          | Orica-GreenEDGE               | —                                      |
| 5.                  | Mark Cavendish      | Simon Gerrans                    | Peter Sagan                  | Pierre Rolland                  | Michał Kwiatkowski          | Orica-GreenEDGE               | Thomas De Gendt                        |
| 6.                  | André Greipel       | Daryl Impey                      | Peter Sagan                  | Pierre Rolland                  | Michał Kwiatkowski          | Orica-GreenEDGE               | André Greipel                          |
| 7.                  | Peter Sagan         | Daryl Impey                      | Peter Sagan                  | Blel Kadri                      | Michał Kwiatkowski          | Orica-GreenEDGE               | Jan Bakelants                          |
| 8.                  | Chris Froome        | Chris Froome                     | Peter Sagan                  | Chris Froome                    | Nairo Quintana              | Movistar Team                 | Nairo Quintana                         |
| 9.                  | Dan Martin          | Chris Froome                     | Peter Sagan                  | Pierre Rolland                  | Nairo Quintana              | Movistar Team                 | Romain Bardet                          |
| 10.                 | Marcel Kittel       | Chris Froome                     | Peter Sagan                  | Pierre Rolland                  | Nairo Quintana              | Movistar Team                 | Jérôme Cousin                          |
| 11.                 | Tony Martin         | Chris Froome                     | Peter Sagan                  | Pierre Rolland                  | Michał Kwiatkowski          | Movistar Team                 | —                                      |
| 12.                 | Marcel Kittel       | Chris Froome                     | Peter Sagan                  | Pierre Rolland                  | Michał Kwiatkowski          | Movistar Team                 | Juan Antonio Flecha                    |
| 13.                 | Mark Cavendish      | Chris Froome                     | Peter Sagan                  | Pierre Rolland                  | Michał Kwiatkowski          | Team Tinkoff-Saxo             | Mark Cavendish                         |
| 14.                 | Matteo Trentin      | Chris Froome                     | Peter Sagan                  | Pierre Rolland                  | Michał Kwiatkowski          | Team Tinkoff-Saxo             | Julien Simon                           |
| 15.                 | Chris Froome        | Chris Froome                     | Peter Sagan                  | Chris Froome                    | Nairo Quintana              | Team Tinkoff-Saxo             | Sylvain Chavanel                       |
| 16.                 | Rui Costa           | Chris Froome                     | Peter Sagan                  | Chris Froome                    | Nairo Quintana              | RadioShack-Leopard            | Rui Costa                              |
| 17.                 | Chris Froome        | Chris Froome                     | Peter Sagan                  | Chris Froome                    | Nairo Quintana              | Team Tinkoff-Saxo             | —                                      |
| 18.                 | Christophe Riblon   | Chris Froome                     | Peter Sagan                  | Chris Froome                    | Nairo Quintana              | Team Tinkoff-Saxo             | Christophe Riblon                      |
| 19.                 | Rui Costa           | Chris Froome                     | Peter Sagan                  | Chris Froome                    | Nairo Quintana              | Team Tinkoff-Saxo             | Pierre Rolland                         |
| 20.                 | Nairo Quintana      | Chris Froome                     | Peter Sagan                  | Nairo Quintana                  | Nairo Quintana              | Team Tinkoff-Saxo             | Jens Voigt                             |
| 21.                 | Marcel Kittel       | Chris Froome                     | Peter Sagan                  | Nairo Quintana                  | Nairo Quintana              | Team Tinkoff-Saxo             | —                                      |
| Konečné pořadí 2013 | Konečné pořadí 2013 | Celková klasifikace Chris Froome | Bodovací soutěže Peter Sagan | Vrchařská soutěž Nairo Quintana | Mladý jezdec Nairo Quintana | Soutěž týmů Team Tinkoff-Saxo | Nejaktivnější jezdec Christophe Riblon |

## Celková klasifikace
|     | Jezdec             | Tým                     | Čas         |
| --- | ------------------ | ----------------------- | ----------- |
| 1.  | Chris Froome       | Team Sky                | 83h 56' 40" |
| 2.  | Nairo Quintana     | Movistar Team           | + 4' 20"    |
| 3.  | Joaquim Rodríguez  | Kaťuša Team             | + 5' 04"    |
| 4.  | Alberto Contador   | Saxo–Tinkoff            | + 6' 27"    |
| 5.  | Roman Kreuziger    | Saxo–Tinkoff            | + 7' 27"    |
| 6.  | Bauke Mollema      | Belkin Pro Cycling Team | + 11' 42"   |
| 7.  | Jakob Fuglsang     | Astana Pro Team         | + 12' 17"   |
| 8.  | Alejandro Valverde | Movistar Team           | + 15' 26"   |
| 9.  | Daniel Navarro     | Cofidis                 | + 15' 52"   |
| 10. | Andrew Talansky    | Garmin-Sharp            | + 17' 39"   |

|     | Jezdec               | Tým                    | Body |
| --- | -------------------- | ---------------------- | ---- |
| 1.  | Peter Sagan          | Cannondale Pro Cycling | 409  |
| 2.  | Mark Cavendish       | Omega Pharma-Quickstep | 312  |
| 3.  | André Greipel        | Lotto-Belisol          | 267  |
| 4.  | Marcel Kittel        | Argos–Shimano          | 222  |
| 5.  | Alexander Kristoff   | Kaťuša Team            | 177  |
| 6.  | Juan Antonio Fletcha | Vacansoleil-DCM        | 163  |
| 7.  | José Joaquín Rojas   | Movistar Team          | 156  |
| 8.  | Michał Kwiatkowski   | Omega Pharma-Quickstep | 110  |
| 9.  | Chris Froome         | Team Sky               | 107  |
| 10. | Christophe Riblon    | Ag2r La Mondiale       | 104  |

|     | Jezdec             | Tým                    | Body |
| --- | ------------------ | ---------------------- | ---- |
| 1.  | Nairo Quintana     | Movistar Team          | 147  |
| 2.  | Chris Froome       | Team Sky               | 136  |
| 3.  | Pierre Rolland     | Team Europcar          | 119  |
| 4.  | Joaquim Rodríguez  | Kaťuša Team            | 99   |
| 5.  | Christophe Riblon  | Ag2r La Mondiale       | 98   |
| 6.  | Mikel Nieve        | Euskaltel-Euskadi      | 98   |
| 7.  | Moreno Moser       | Cannondale Pro Cycling | 72   |
| 8.  | Richie Porte       | Team Sky               | 72   |
| 9.  | Ryder Hesjedal     | Garmin-Sharp           | 64   |
| 10. | Tejay van Garderen | BMC Racing Team        | 63   |

|     | Jezdec             | Tým                    | Čas          |
| --- | ------------------ | ---------------------- | ------------ |
| 1.  | Nairo Quintana     | Movistar Team          | 84h 01' 00"  |
| 2.  | Andrew Talansky    | Garmin-Sharp           | + 13' 19″    |
| 3.  | Michał Kwiatkowski | Omega Pharma-Quickstep | + 14' 39"    |
| 4.  | Romain Bardet      | Ag2r La Mondiale       | + 22′ 22″    |
| 5.  | Tom Dumoulin       | Argos–Shimano          | + 1h 30′ 10″ |
| 6.  | Alexandre Geniez   | FDJ                    | + 1h 33' 46″ |
| 7.  | Tejay van Garderen | BMC Racing Team        | + 1h 34' 37″ |
| 8.  | Alexis Vuillermoz  | Sojasun                | + 1h 35′ 45″ |
| 9.  | Tony Gallopin      | RadioShack-Leopard     | + 1h 58' 39″ |
| 10. | Arthur Vichot      | FDJ                    | + 2h 10' 46″ |

### Klasifikace týmů

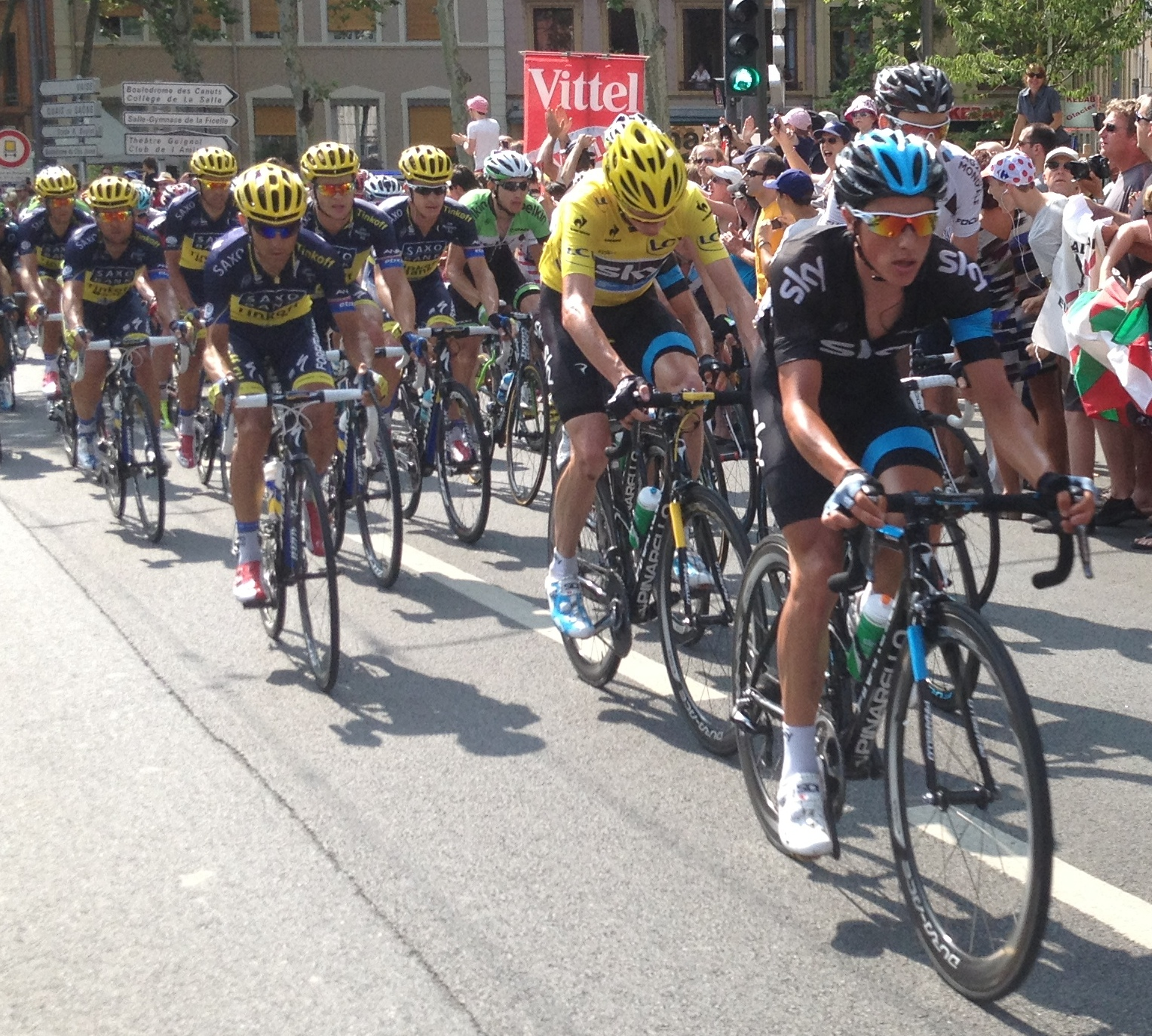
Peloton v rovinaté 14. etapě. Ve žlutém trikotu jedoucí vedoucí závodník průběžného pořadí Chris Froome

|     | Tým                     | Čas          |
| --- | ----------------------- | ------------ |
| 1.  | Saxo–Tinkoff            | 251h 11′ 07″ |
| 2.  | Ag2r La Mondiale        | + 8' 28″     |
| 3.  | RadioShack-Leopard      | + 9' 02″     |
| 4.  | Movistar Team           | + 22' 49″    |
| 5.  | Belkin Pro Cycling Team | + 38' 30″    |
| 6.  | Kaťuša Team             | + 1h 03' 48″ |
| 7.  | Euskaltel-Euskadi       | + 1h 30' 34″ |
| 8.  | Omega Pharma-Quickstep  | + 1h 50' 25″ |
| 9.  | Team Sky                | + 1h 56' 42″ |
| 10. | Cofidis                 | + 2h 07' 11″ |